# Władysław Dukiet
Władysław Dukiet (ur. 23 października 1868 w Lubli, zm. 29 października 1942 w Sanoku) – polski prawnik, sędzia, prokurator, działacz społeczny.

## Życiorys
Urodził się 23 października 1868 w Lubli, jako syn Wincentego. W 1887 zdał egzamin dojrzałości C. K. Gimnazjum w Jaśle (w jego klasie był późniejszy franciszkanin Piotr Feliks Bogaczyk). Ukończył studia prawnicze. W okresie zaboru austriackiego w ramach autonomii galicyjskiej wstąpił do służby sądowniczej. Pod koniec XIX wieku był sędzią w Lisku. Od ok. 1901 był adiunktem w C. K. Sądzie Obwodowym w Sanoku. Od ok. 1905 był zastępcą prokuratora Wacława Szomka w Sanoku, a od 1906 jego następcy, Jana Scherffa (w międzyczasie w sierpniu 1910 został mianowany radcą sądu krajowego dla Stanisławowa), po czym w listopadzie 1910 został mianowany prokuratorem Prokuratury Obwodowej w Sanoku w Sanoku, w 1911 był radcą C. K. Sądu Obwodowego w Stanisławowie), stanowisko pierwszego prokuratora pełnił do 1918 (zastępcą był Tadeusz Malawski). Po odzyskaniu przez Polskę niepodległości wstąpił do służby wymiaru sprawiedliwości II Rzeczypospolitej. Jako prokurator Sądzie Okręgowym w Sanoku postanowieniem z 31 sierpnia 1919 otrzymał VI rangę służbową. Stanowisko prokuratora okręgowego w Sanoku pełnił na przełomie lat 20. i 30., po czym 8 czerwca 1931 został przeniesiony w stan spoczynku na skutek podania.
Działał społecznie. W 1899 został wydziałowym, członkiem sądu honorowego i II zastępcą prezesa założonego wówczas oddziału Polskiego Towarzystwa Gimnastycznego „Sokół” w Lisku; później był członkiem sanockiego gniazda „Sokoła” (w 1906 członek wydziału, 1912, lata 20., do 1939). Do stycznia 1908 był zastępcą dyrektora zarządu „Towarzystwa kredytowego dla urzędników i sług państwowych dla budowy domów mieszkalnych członkom i dostarczania tymże członkom artykułów spożywczych” w Sanoku. W 1906 został zastępcą dyrektora zarządu „Towarzystwa kredytowego dla urzędników i sług państwowych dla budowy domów mieszkalnych członkom i dostarczania tymże członkom artykułów spożywczych” w Sanoku. 27 października 1910 i pod koniec 1912 był wybierany członkiem wydziału „Towarzystwa Bursy”, sprawującego pieczę nad Bursą Jubileuszową im. Cesarza Franciszka Józefa w Sanoku. Był członkiem sanockiego koła Towarzystwa Szkoły Ludowej. Wspólnie z Bronisławem Obfidowiczem był inicjatorem założenia 11 stycznia 1903 w Sanoku pierwszej filii lwowskiego Towarzystwa Chowu Drobiu, Gołębi i Królików oraz został jego członkiem. Był członkiem Towarzystwa Upiększania Miasta Sanoka. Od około 1912/1913 był członkiem Towarzystwa Nauczycieli Szkół Wyższych. W 1925 został prezesem Powiatowego Komitetu Wychowania Fizycznego i Przysposobienia Wojskowego w Sanoku. Był prezesem sanockiego oddziału Polskiego Czerwonego Krzyża, na przełomie lat 20. i 30. działającego w budynku przy ul. Floriańskiej 17 w Sanoku (obecna ul. Ignacego Daszyńskiego). W 1929 był jednym z założycieli sanockiego koła Polskiego Towarzystwa Tatrzańskiego. Był członkiem wspierającym Katolicki Związek Młodzieży Rękodzielniczej i Przemysłowej w Sanoku. Był członkiem wydziału Kasy Oszczędności miasta Sanoka (1927). Jako emerytowany prokurator został przewodniczącym komisji weryfikacyjnej założonego 10 marca 1937 sanockiego Koła Harcerzy z Czasów Walk o Niepodległość. W 1924 subskrybował akcje założonego wówczas Banku Polskiego.

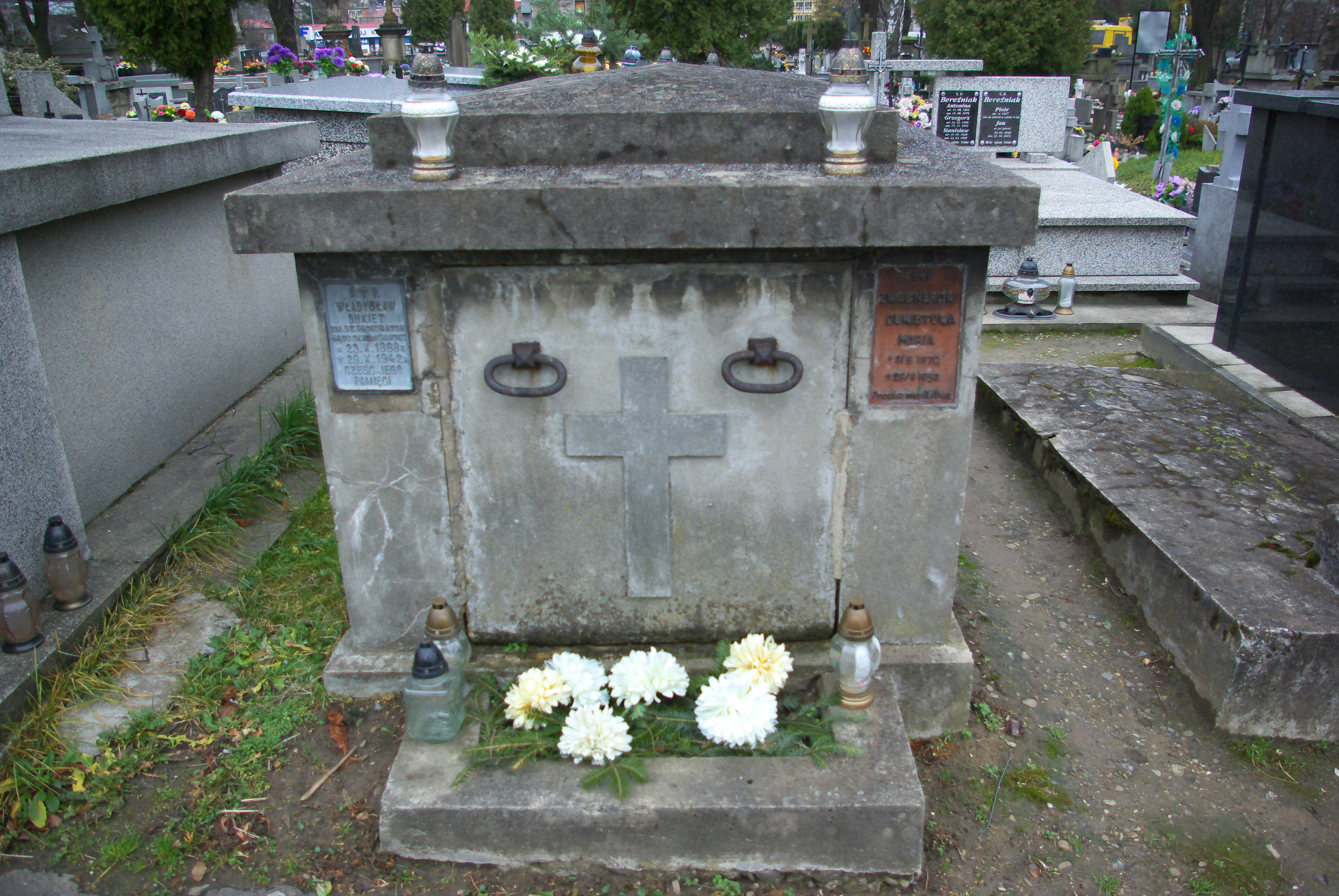
Grobowiec Władysława i Marii Dukietów

Jego żoną była Maria z domu Wagner (1870–1953), z którą miał pięciu synów (wszyscy kształcili się w sanockim gimnazjum). Byli nimi Janusz (1895–1975), absolwent sanockiego gimnazjum z 1914, oficer Wojska Polskiego, po wojnie w Katowicach, Włodzimierz (ur. 1897, zm. w 1905 w Makowie wskutek choroby) – obaj działali w sanockim harcerstwie, Mieczysław (1899–1983), absolwent sanockiego gimnazjum z 1917, lekarz, oficer, działacz sportowy w Krynicy-Zdroju, Zbigniew Tadeusz (ur. 1905), absolwent sanockiego gimnazjum z 1925, urzędnik bankowy, do 1939 w Kołomyi, zaginął 2 kwietnia 1940, Tadeusz Maria (1908–1969), absolwent sanockiego gimnazjum z 1928, po wojnie pracownik umysłowy w Bytomiu, ojciec prof. zw. nauk prawnych Teresy Dukiet-Nagórskiej. Rodzina Dukietów zamieszkiwała w domu wybudowanym w 1905, położonym przy ulicy Bartosza Głowackiego 1 w Sanoku.
Władysław Dukiet zmarł 29 października 1942 w Sanoku. Jego żoną była Maria z domu Wagner (1870–1953). Oboje zostali pochowani w grobowcu rodzinnym na Cmentarzu przy ul. Rymanowskiej w Sanoku (sektor 6, dzielnica 1-9-18).

## Ordery i odznaczenia
- Krzyż Wojenny za Zasługi Cywilne II klasy (Austro-Węgry, przed 1918)[13]
- Brązowy Medal Jubileuszowy Pamiątkowy dla Sił Zbrojnych i Żandarmerii (Austro-Węgry, przed 1912)[11][13]
- Medal Jubileuszowy Pamiątkowy dla Cywilnych Funkcjonariuszów Państwowych (Austro-Węgry, przed 1912)[11][13]
- Krzyż Jubileuszowy dla Cywilnych Funkcjonariuszów Państwowych (Austro-Węgry, przed 1912)[11][13]